# Finance de marché

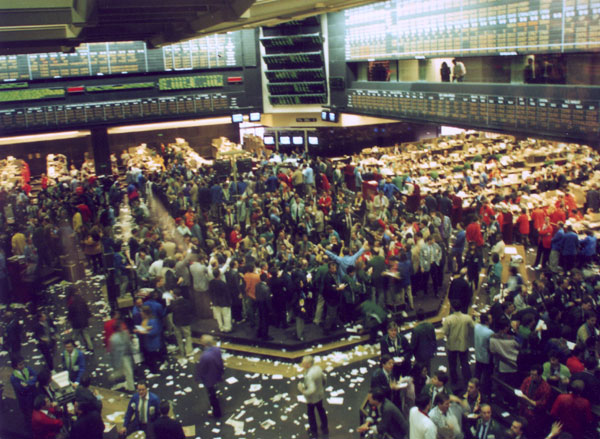
Pit de cotation au Chicago Board of Trade.

La finance de marché est le secteur de la finance qui concerne le fonctionnement et les opérations sur les marchés financiers. Elle recouvre tout ce qui touche :
- aux émissions, opérations et transactions portant sur des titres de placement et de financement et sur leurs dérivés :
  - dans le cadre d'une bourse des valeurs,
  - mais aussi celles de gré à gré, par offre publique, par l'épargne, par les banques ou autres organismes,
  - et celles sur d'autres marchés que celui des actifs financiers : devises, taux d'intérêt, matières premières ;

- à l'évaluation des prix potentiels et des risques de ces divers actifs de placement, de couverture ou de spéculation.

La finance de marché se situe au carrefour des marchés financiers, des institutions financières et des instruments financiers. Les marchés financiers sont à la fois des marchés de gros et de détail, dont les participants sont des institutions financières (banques centrales, banques d'investissement, sociétés de gestion d'actifs, investisseurs institutionnels, assureurs, hedge funds), des sociétés (comme émetteurs, sur le marché primaire, ou comme investisseurs), et enfin les particuliers qui échangent entre eux par le biais de la banque de détail, elle aussi impliquée dans ces activités de gestion de fonds, des instruments financiers répondant à différents besoins comme la couverture de risque, l'arbitrage ou la spéculation.
La finance de marché comporte intrinsèquement des risques financiers qu'il convient de mesurer et d'évaluer afin de définir des stratégies d'investissement.

## Histoire
L'histoire des bourses de valeurs est corrélée à celle de la finance de marché, les marchés boursiers étant très tôt dotés d'outils sophistiqués, dès le XVIIIe siècle, en particulier via les mécanismes de la spéculation à prime.